# Delft Aerospace Rocket Engineering
Delft Aerospace Rocket Engineering (DARE) is een studentenraketvereniging binnen de Technische Universiteit Delft. De vereniging bestaat uit meer dan 150 leden. Het hoofddoel van de studentenvereniging is de ontwikkeling van rakettechnologie op non-profit basis. Alle ontwikkelingen, van motoren tot elektronica, worden door de studenten in DARE zelf gedaan. Hoewel er verschillende projecten plaatsvinden in DARE, zijn er twee hoofdprojecten: het Stratos-project en Project Sparrow. Stratos omvat de Stratos I raket die in 2009 werd gelanceerd en het Europese hoogterecord voor amateurraketten op 12,5 km zette. De opvolger van deze raket was de Stratos II+, die werd gelanceerd op 16 oktober 2015 en een hoogte van 21,5 km bereikte. Hierbij verbrak Stratos II+ het toentertijd Europese hoogterecord. In de zomer van 2018 werd Stratos III gelanceerd, die 20 seconden na de lancering desintegreerde. De opvolger van Stratos III, Stratos IV, is momenteel in ontwikkeling. Project Sparrow is het nieuwste project van DARE, dat werkt aan een raketmotor met vloeibare brandstof, die ontworpen zal worden om verder te gaan dan de kármán-lijn. Hoewel DARE samenwerkt met het leger om lanceringscampagnes veilig uit te voeren, is de technologie van DARE strikt niet-militair. Ongeveer 70 procent van de leden komt van de faculteit Luchtvaart- en Ruimtevaarttechniek van de Technische Universiteit Delft. De overige 30 procent komt van andere faculteiten, waaronder Werktuigbouwkunde, Elektrotechniek, Technische Natuurkunde en Industrieel Ontwerpen. De vereniging beschikt ook over een zeer groot aantal internationale studenten, ongeveer de helft van de totaal aantal leden.

## Geschiedenis
DARE werd in 2001 opgericht door zes studenten als een commissie van de studievereniging VSV Leonardo da Vinci van de faculteit Luchtvaart- en Ruimtevaarttechniek van de Technische Universiteit Delft. Het aantal leden is toegenomen tot meer dan 190 leden in 2020. DARE is een Dreamteam van de Technische Universiteit Delft, waaraan ook onder andere Nuna, Forze en DUT Racing toebehoren. In de loop der jaren heeft DARE expertise ontwikkeld in de drie belangrijkste raketvoortstuwingstechnologieën (vast, vloeibaar en hybride), met elk jaar meerdere publicaties. In 2009 werd de raket Stratos I gelanceerd, waarmee het Europese hoogterecord van 12,5 km voor studentenraketten werd gezet. Daarna werd de ontwikkeling van hybride raketmotoren gestart, resulterend in de 8 kN DHX-200 Aurora. Deze motor werd gebruikt voor de raket Stratos II, die het Europese hoogterecord voor studentenraketten bracht naar 21,5 km in 2015, na een mislukte lancering in 2014.

## Lanceringen
DARE voert doorgaans twee tot vier lanceringsdagen per jaar uit. Deze dagen worden gebruikt voor het lanceren van kleinschalige raketten die oplopen tot een maximum van twee kilometer hoogte. Deze lanceringen vinden plaats op een militaire site bij 't Harde in Gelderland. Daarbovenop, neemt DARE deel aan lanceringen elders in Europa om hogere hoogtes te bereiken.

## Voorzieningen
Het werk van DARE vindt plaats op twee locaties op de campus van de Technische Universiteit Delft. De eerste is een op productie gerichte werkruimte, genaamd LaikaLab. Dit is in de Dreamhall van de Technische Universiteit Delft, waar ook een groot deel van de andere Dreamteams van de universiteit zich bevinden. Hier vinden de belangrijkste delen van de raketproductie plaats. De tweede werkruimte is een kantoorruimte voor vergaderingen, theoretisch ontwerp en elektronica-ontwikkeling. Deze ruimte, het KorolevLab genaamd, bevindt zich in de faculteit van Elektrotechniek, Wiskunde en Informatica van de Technische Universiteit Delft en wordt uitgevoerd in samenwerking met het Robotics Institute van de Technische Universiteit Delft.

## Projecten
DARE heeft een aantal teams die werken in specifieke gebieden van rakettechnologie, logistiek, promotie en sponsorverwerving.

### Solide Voortstuwing
De meeste raketten van DARE draaien op motoren met vaste stuwstof, die zijn ontwikkeld en gebouwd door het Solid Six team en de veiligheidsraad. De toegepaste drijfgassen zijn ofwel een mengsel van sorbitol en kaliumnitraat, bekend als raketsnoep, of een mengsel van ammoniumnitraat en aluminium, Alan-7 genaamd. De geproduceerde stuwkracht van de ontwikkelde motoren varieert van 300 tot 7000 newton.

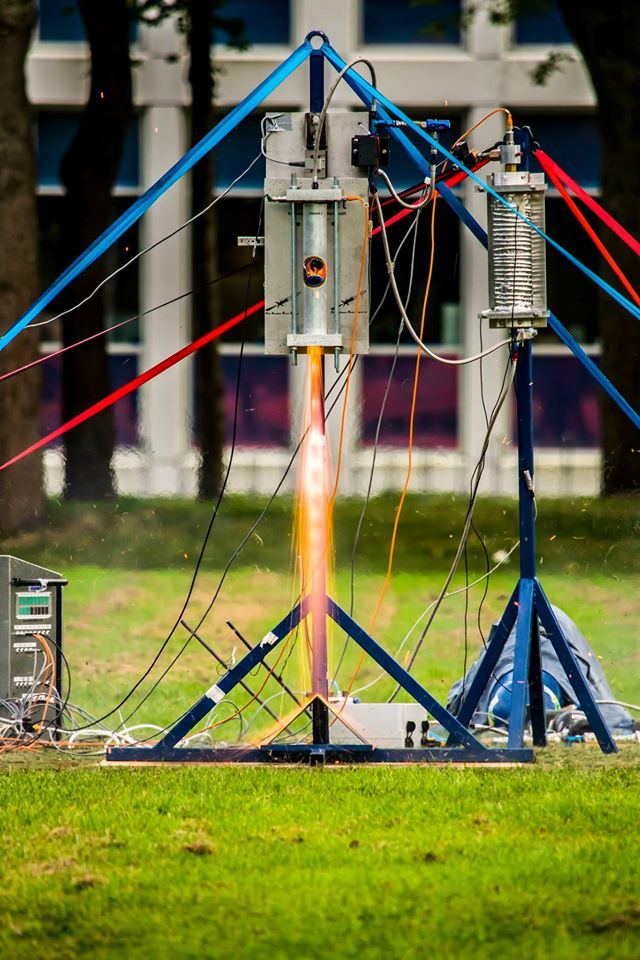
Testen van de hybride raketmotor “Phoenix” ontworpen door DARE

### Hybride Voortstuwing
Het onderzoek naar hybride raketmotoren binnen DARE begon na de lancering van Stratos I. Na uitgebreid theoretisch onderzoek begonnen kleinschalige testen (variërend van 500 tot 1100 newton) om ervaring op te doen en om de optimale motorconfiguratie te selecteren. De geselecteerde brandstof was een mengsel van Sorbitol, paraffine en aluminium, gecombineerd met lachgas als oxidatiemiddel. Dit werk heeft geresulteerd in verschillende publicaties in verschillende tijdschriften waaronder het tijdschrift van het American Institute of Aeronautics and Astronautics. Opgeschaalde versies van deze motor werden gebruikt voor het aandrijven van Stratos II+ en III, de vlaggenschipprojecten van DARE.

### Vloeibare Voortstuwing
Terwijl momenteel alle grootschalige motoren die door DARE zijn ontwikkeld op Nitrous Oxide gebaseerde hybride motoren zijn, voorkomt de logistiek en de productie dat dit type motor veel verder wordt opgeschaald. Om deze reden is de ontwikkeling van LOX - Ethanol vloeibaar raketmotoren gestart binnen DARE, met het doel deze voor toekomstige Stratos-missies te voorzien.

### Geavanceerd Beheersteam
Alle DARE-raketten worden passief gestabiliseerd, met vinmaat en locatie in evenwicht zodat de raket in windrichting stuurt zodra deze boven de lanceringstoren is gekomen. Als gevolg hiervan kunnen middelmatige tot hoge zijwinden de hoogte die een raket kan bereiken, ernstig beperken. Het geavanceerde beheersteam  ontwikkelt technologie om de raket actief te stabiliseren tijdens het opstijgen.

### Elektronica
Alle printplaten en software worden op maat gemaakt en ontwikkeld binnen DARE zelf. Ze worden gebruikt om parachutes uit te vouwen, motoren te besturen en radiogegevens te verzenden tijdens en na de lancering.

### SRP (Small Rocket Project)
Het Small Rocket Project (ook bekend onder de naam Scrambled Eggs Competition) is het programma van DARE om eerstejaars leden en andere geïnteresseerde studenten kennis te laten maken met de basisprincipes van hands-on raketten. Het doel van het project is om een raket tot een hoogte van 1 km te lanceren met een ongekookt ei aan boord en dit ei intact terug te brengen naar de grond. Om studenten te helpen dit doel te bereiken, begint het project met verschillende lezingen waarin de grondbeginselen van raketten, raketstabiliteit en het ontwerp van parachutes worden uitgelegd. Deze lezingen worden gegeven door senior DARE-leden, die eveneens ook mentoren zijn die de groepen tijdens het project adviseren en begeleiden. De groepen zijn grotendeels vrij in hun ontwerp, hoewel elke raket een laatste veiligheidscontrole moet doorstaan en de solide raketmotoren voor de raketten worden geleverd door DARE zelf. Het project wordt afgesloten met een introductiedag op een militair testgebied, waar elk ontwerp op de proef wordt gesteld.

### Aether
In 2015 is het Aether-project van start gegaan. Het richt zich op het demonstreren van verschillende nieuwe technologieën die zijn ontwikkeld binnen DARE met het doel om die in de toekomst te kunnen implementeren in grotere projecten. Het bevat:
- Actieve canardstabilisatie geschikt voor transsonische vlucht.
- Een 7 kN solide voortstuwing motor.
- Een geavanceerd ballistische parachute-inzetmechanisme, zoals werd vereist voor de Stratos II+ lanceercampagne.

### CanSat Competitie
DARE is ook actief betrokken bij het leveren van de lanceerdienst voor de Nederlandse CanSat-competitie. De eerste versie van deze raket werd in 2005 ontwikkeld en gelanceerd. In 2007 werden zes CanSats met drie verschillende raketten gelanceerd. In 2008 is dit aantal uitgebreid tot tien CanSats met vijf verschillende raketten. DARE ontwikkelt, produceert, test en lanceert met name de CanSat-draagraketten (CSL). Door de jaren heen hebben deze draagraketten verschillende ontwikkelingsiteraties ondergaan, waarbij betrouwbaarheid, produceerbaarheid en laadvermogen in balans zijn. De huidige CSL-versie 7 bestaat uit een volledig aluminium frame en wordt aangedreven door een solide raketmotor, waarmee het de capaciteit heeft om ongeveer vijf tot zes CanSats naar een hoogte van één kilometer te brengen. De CSL V7 is onlangs gebruikt als een vliegend testbed om nieuwe technologieën te testen die door DARE zijn ontwikkeld.

### Veiligheidsraad
De veiligheidsraad ontwikkelt niet actief raketten, maar bestaat uit ervaren DARE-leden die zich na een training van minimum een jaar bij de veiligheidsraad kunnen aansluiten. De veiligheidsraad houdt toezicht op testen die zijn uitgevoerd in DARE, controleert raketten voorafgaand aan de lancering en is verantwoordelijk voor alle veiligheid gerelateerde elementen van het werk van DARE.

### Project Sparrow
Project Sparrow is het nieuwste initiatief van DARE, voor de bouw van de eerste door vloeistof aangedreven, stuwstraal-bestuurde raketmotor van de vereniging, genaamd Firebolt. Deze zal het vereiste vermogen en controle leveren met behulp van een LOX - Ethanol motor, om raketten te bouwen die verder gaan dan de 100 kilometer Kármánlijn. Deze motor zal de opvolger zijn van de hybride Nimbus motor die gebruikt wordt in de DARE Stratos IV-raket, die de volgende generatie krachtige raketten van DARE aandrijft, en zal de eerste stap zijn om de eerste door studenten ontworpen raket in een baan om de aarde te brengen.

Project Sparrow zal uiteindelijk een vluchtgeschikte motor ontwikkelen, die door DARE kan worden geïntegreerd in een sondeerraket; de sondeerraket zal ook een test zijn voor het valideren van de raketdynamiek met de stuwstraal-bestuurde motor. De raket zal uiteindelijk meerdere trappen en parachutes krijgen.

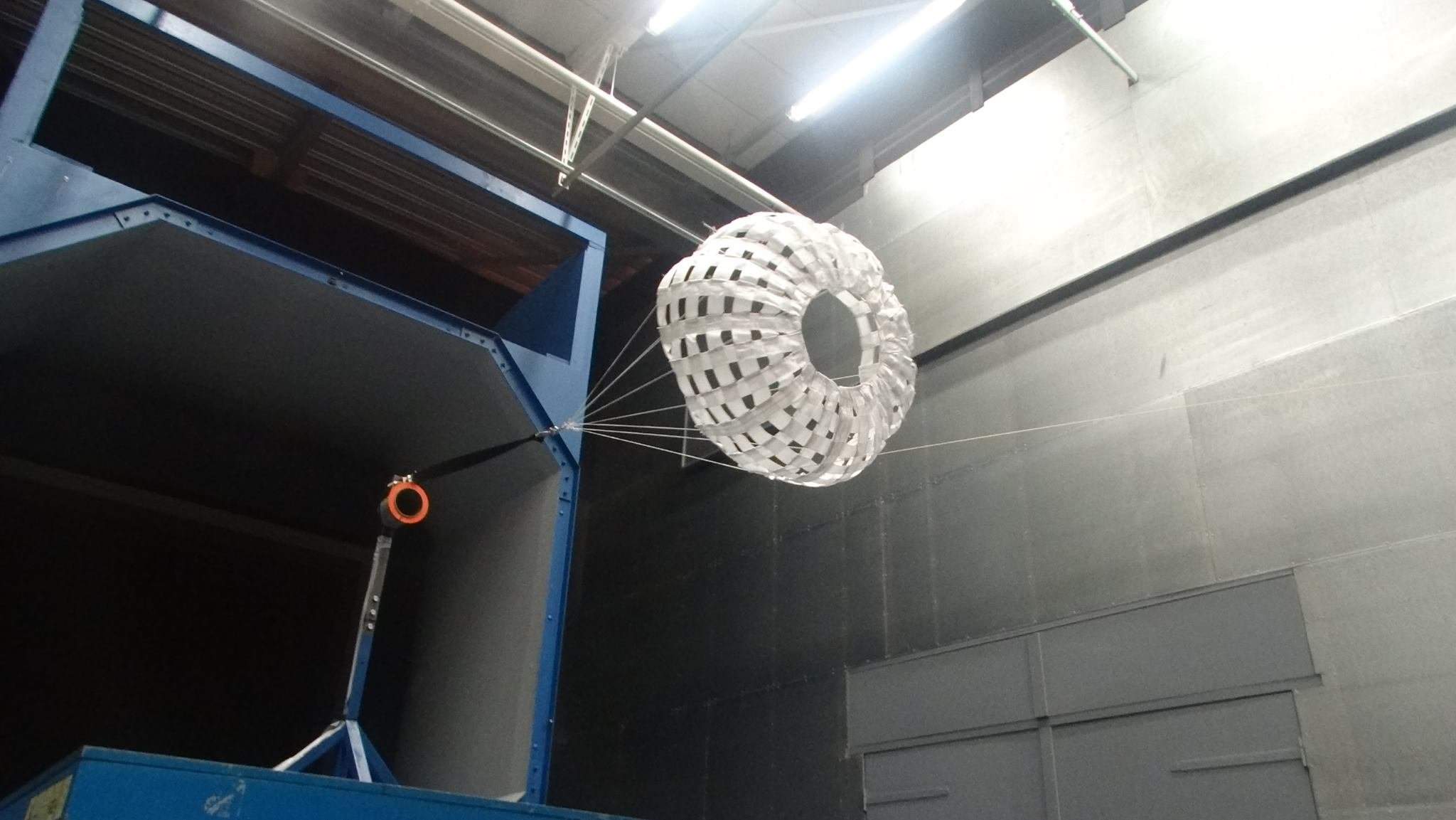
Testen van een drogueparachute, ontworpen door DARE, in de Open Jet Facility van de TU Delft

## Project Stratos

### Stratos I
Het grootste lopende project van DARE gedurende 2008 was het Stratos-project. Doel van Stratos was om in het begin van 2009 een tweetrapsraket in Zweden te lanceren die het Europese hoogterecord voor amateurraketten moest verbreken, dat op dat moment op 10,7 kilometer stond. De Stratos raket wordt aangedreven door een vaste-brandstofmotor werkend op een combinatie van sorbitol en kaliumnitraat. Op 17 maart is de Stratos I op Esrange gelanceerd naar een Europees record van 12,5 kilometer. Na een succesvolle opstijging konden de parachutes niet worden ingezet en stortten beide levels in. De bereikte hoogte en de crashlocatie konden worden verzameld uit de verzamelde vlucht data, waardoor het mogelijk zou zijn om de tweede fase na de lancering op te halen. De eerste fase werd pas acht jaar later per ongeluk teruggevonden, tijdens een routinecontrole van de lanceerplaats.
Stratos I legde het record voor de hoogste hoogte bereikt door een studentenraket, op 12,5 km. Het werd in 2009 gelanceerd door Esrange in Zweden. Het was een solide raket met twee fasen, aangedreven door boosters die werden ontwikkeld en gebouwd in DARE. Na een succesvolle opstijging konden de parachutes niet worden ingezet en stortten beide levels in. De bereikte hoogte en de crashlocatie kunnen worden verzameld uit de uitrusting van het startbereik, waardoor het mogelijk is om de tweede fase na de lancering op te halen. De eerste fase werd pas acht jaar later per ongeluk teruggevonden, tijdens een routinecontrole van de lanceerplaats.

### Stratos II/II+

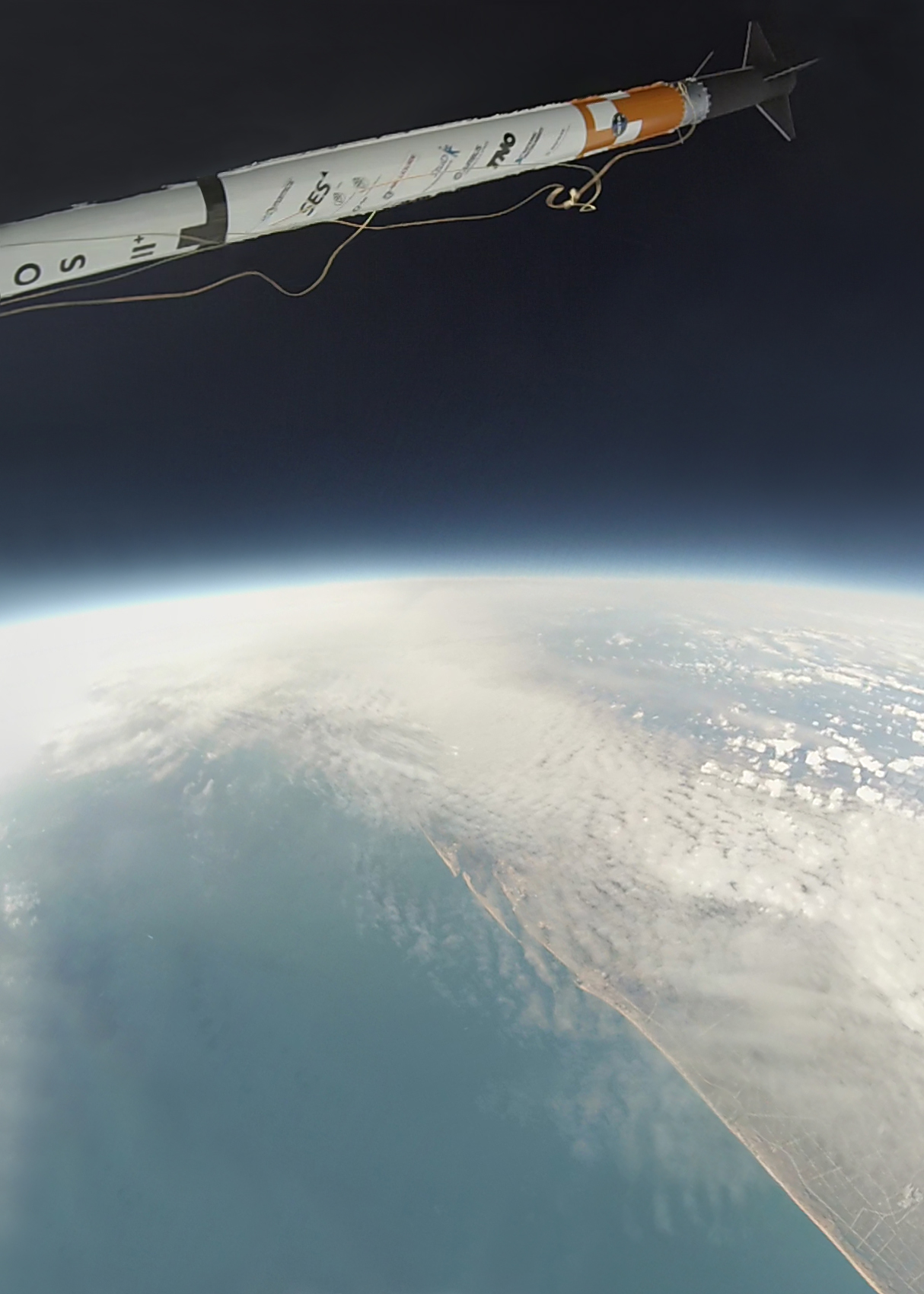
Foto genomen door Stratos II+ bij zijn apogeum

In 2010 is DARE begonnen met het ontwikkelen van een opvolger, genaamd Stratos II. De Stratos II moest een hoogte van ten minste 50 kilometer bereiken. Na ontwerpwijzigingen en bijgewerkte simulaties werd het echter onwaarschijnlijk dat deze hoogte kon worden bereikt. Voor de voortstuwing van Stratos II werd een hybride-brandstofmotor genaamd DHX-200 Aurora gebruikt, die op lachgas (NO2) en een combinatie van sorbitol, paraffine en aluminium poeder loopt. De motor levert een maximale stuwkracht van 12000 newton en levert een totale impuls van 170000 newtonseconde.
Stratos II+ werd met succes gelanceerd op 16 oktober 2015 vanuit El Arenosillo van het Instituto Nacional de Técnica Aeroespacial, dicht bij de stad Sevilla in Spanje. Het bereikte een hoogte van 21,5 km, waarmee het vorige record voor studentraketten werd verbroken. De raket was oorspronkelijk bekend als de Stratos II, maar kon niet worden gelanceerd in oktober 2014. Er werden ontwerpverbeteringen doorgevoerd, waarna de raket Stratos II+ werd genoemd.
Stratos II+ werd aangedreven door een eentraps hybride motor, de DHX-200 Aurora met een piekoutput van 11 kN. De motor heeft een totale impuls van 180 kNs en brandt ongeveer 23 seconden. Hierna wordt de motor afgescheiden en de raket bleef door vliegen tot aan zijn toppunt. Stratos II+ had verschillende wetenschappelijke ladingen aan boord om metingen in de hogere atmosfeer uit te voeren. Waaronder een experiment met radioastronomie van de Radboud Universiteit Nijmegen, een camerasysteem met videolink van het bedrijf DelftDynamics en een geigerteller van het Centre for Energy Research van de Hongaarse Academie van Wetenschappen.
Een overzicht van de startpogingen van Stratos II en II+ wordt weergegeven in de onderstaande tabel.
| Poging | Planning                  | Resultaat   | Doorlooptijd                 | Reden                                                                           | Besluit moment |                            |
| ------ | ------------------------- | ----------- | ---------------------------- | ------------------------------------------------------------------------------- | -------------- | -------------------------- |
| 1      | 1 oktober 2014, 11:00:00  | Geannuleerd | -                            | Het weer                                                                        |                |                            |
| 2      | 2 oktober 2014, 18:15:00  | Geannuleerd | 1 dag, 7 uur, 15 minuten     | Niet-functionerende lucht beëindiging systeem                                   | T-1:20         |                            |
| 3      | 3 oktober 2014, 15:15:00  | Geannuleerd | 0 dagen, 21 uur, 0 minuten   | Hoofd oxidator klep vast als gevolg van een lekkende N20 uit het toevoersysteem | T-0:01         |                            |
| 4      | 15 oktober 2015, 16:00:00 | Geannuleerd | 377 dagen, 0 uur, 45 minuten | Mislukte ontsteking als gevolg van de ontstekingsklep die niet open ging        |                |                            |
| 5      | 16 oktober 2015, 16:33:00 | Voltooid    | 1 dag, 0 uur, 33 minuten     | -                                                                               |                | Apogeum hoogte van 21,5 km |

### Stratos III
Stratos III is een sondeerraket, ontworpen en gebouwd door het studententeam Delft Aerospace Rocket Engineering van de TU Delft. Het project is gestart in 2016 als een opvolger van Stratos II+, met als doel het Europese hoogterecord opnieuw te verbreken, wat op dit moment in handen is van het Duitse team HyEnD.
De Stratos III raket is 8,2 m. hoog en wordt voortgestuwd door de DHX-400 Nimbus, een 400 kNs impuls hybride raketmotor. De Nimbus gebruikt lachgas als oxidator en een mix van kaarsvet, sorbitol en aluminium poeder als brandstof. De tank is gemaakt van koolstofvezel met een aluminium liner en is in staat om 174 kg lachgas op te slaan onder een druk van 60 bar. De Nimbus is krachtigste door studenten gebouwde hybride raketmotor, met een maximale stuwkracht van 25 kN.
De raket lanceert een prototype vluchtcomputer van het NLR welke mogelijk gebruikt kan worden voor het toekomstige Europese SMILE lanceervoertuig. Hiernaast heeft Stratos III een livestream-mogelijkheid, waardoor iedereen over de wereld de recordpoging kon volgen.
Stratos III wordt gelanceerd van El Arenosillo van Instituto Nacional de Técnica Aeroespacial, dicht bij Sevilla in Spanje. Het lanceervenster opent 16 juli 2018 en sluit 27 juli 2018.
Op apogeum scheidt de neuskegel met zijn lading zich van de oxidatortank en het voortstuwingssysteem. Hierna opent een drogueparachute en een hoofdparachute om te zorgen voor een veilige landing van 13 m/s in de Atlantische Oceaan. Stratos III werd gelanceerd vanaf El Arenosillo, net zoals bij Stratos II+ het geval was. Het startvenster was geopend op 16 juli 2018 en sluit op 27 juli 2018. Een overzicht of de lanceerpogingen kan gezien worden in de tabel hieronder.
| Poging | Planning               | Resultaat   | Doorlooptijd             | Reden                                      | Besluit moment |
| ------ | ---------------------- | ----------- | ------------------------ | ------------------------------------------ | -------------- |
| 1      | 24 juli 2018, 21:00:00 | Geannuleerd | -                        | Te sterke windkrachten                     | T-2:50         |
| 2      | 26 juli 2018, 3:30:00  | Mislukt     | 1 dag, 6 uur, 30 minuten | Verlies van voertuig 20 seconden in vlucht | T+0:20         |

De tweede startpoging was oorspronkelijk gepland op 25 juli om 11 PM CEST. Met een 100% weer-GO trad echter een aanzienlijke vertraging op bij het onder druk zetten van de lachgas tank. Dit leidde ertoe dat de lancering werd uitgesteld tot 26 juli 03.30 uur. Na een succesvolle lancering faalde de raket na 20 seconden in vlucht, waardoor het voertuig verloren ging.
Na de lanceercampagne is direct een interne onderzoekscommissie opgezet om de root cause van het verlies aan het licht te brengen. Desondanks dat het voertuig verloren is gegaan, is erg veel data verzameld tijdens de eerste 20 seconden van de vlucht, door middel van de telemetrie systemen aan boord, welke data van een versnellingsmeter en gyroscoop terug naar aarde zonden. Hiernaast zijn ook een grote serie grondmetingen gedaan tijdens de lancering middels radar en Doppler verschuivingen. Uit alle data die het team heeft kunnen verzamelen werd duidelijk dat het voertuig tijdens de vlucht onderhevig was aan een traagheidskoppel. Hierin is de frequentie waarin de raket om zijn lengteas rolt gelijk aan de frequentie waarmee de neus van de raket op en neer beweegt. Hierdoor is de raket instabiel geworden, wat gezien wordt als de root cause tot het falen van de Stratos III gedurende haar vlucht. 

### Stratos IV

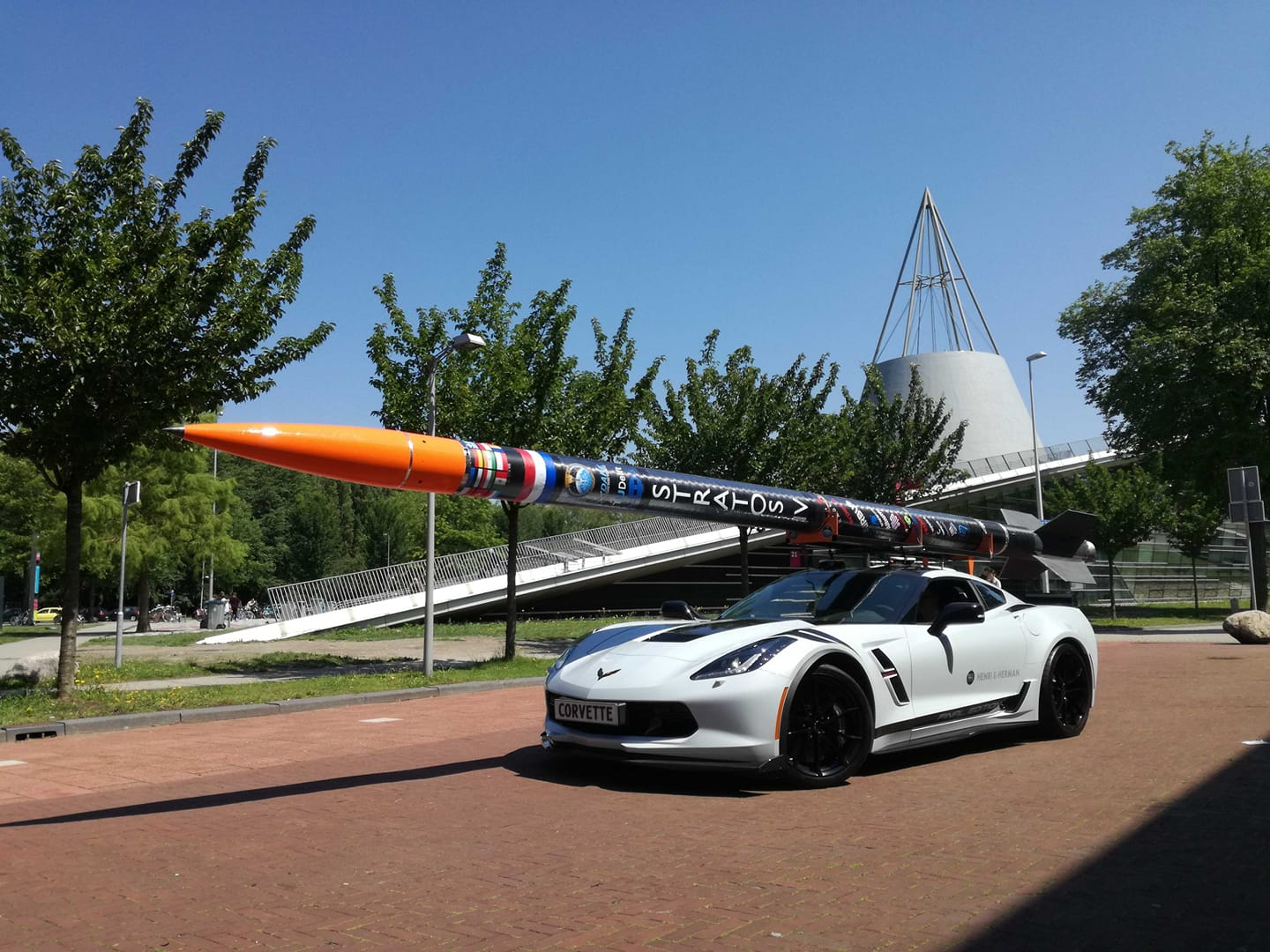
Stratos IV raket op Corvette C7 tijdens de onthulling van het voertuig in juni 2019.

Na de vlucht van Stratos III is het Stratos IV project gestart, met als doel het behalen van de ruimte in de zomer van 2019. De Stratos IV raket bouwt voor op het succesvolle motorontwerp van Stratos III, maar voegt een aantal features toe om de raket meer stabiel te maken en te voorkomen dat een traagheidskoppel aanwezig is tijdens de vlucht. Dit bestaat uit het vliegen met grotere vinnen, een motorsysteem waarmee de rolsnelheid van de raket gecontroleerd kan worden en een stijvere interface tussen de raketmodules. Hiernaast is ook gewerkt aan het lichter maken van componenten van de raket, om  er zeker van te zijn dat het voertuig 100 km kan halen. 
In mei 2019 werd bekend dat de lancering van Stratos IV, gepland vanaf de Denel Overberg Test Range in Zuid-Afrika was uitgesteld naar de zomer van 2020, maar door Covid -19 moest de lancering verplaatst worden en zal nu worden gehouden in 2021.